# São João Baptista (Castelo de Vide)
São João Baptista is een plaats (freguesia) in de Portugese gemeente Castelo de Vide en telt 1 034 inwoners (2001).